# NGC 183
NGC 183 este o galaxie eliptică, posibil lenticulară, situată în constelația Andromeda. A fost descoperită în 5 noiembrie 1866 de către Truman Henry Safford. De asemenea, a fost observată încă o dată în 6 octombrie 1883 de către Édouard Stephan.